# Qingche Hu
Qingche Hu (kinesiska: 清澈湖) är en sjö i Kina. Den ligger i den autonoma regionen Tibet, i den sydvästra delen av landet, omkring 1 000 kilometer nordväst om regionhuvudstaden Lhasa. Qingche Hu ligger 5 099 meter över havet. Arean är 61 kvadratkilometer. Den sträcker sig 11,4 kilometer i nord-sydlig riktning, och 13,1 kilometer i öst-västlig riktning.
Genomsnittlig årsnederbörd är 204 millimeter. Den regnigaste månaden är augusti, med i genomsnitt 56 mm nederbörd, och den torraste är november, med 1 mm nederbörd.